# Царица сладострастия
«Царица сладострастия» (фр. La dame de volupté ) — историко-приключенческий роман французского писателя Александра Дюма-отца, написанный им совместно с графиней Даш и опубликованный в 1863 году. Является частью трилогии о Савойском доме (наряду с романами «Паж герцога Савойского» и «Две королевы»).

## Сюжет и история текста
Действие романа происходит в герцогстве Савойском в конце XVII века. Главная героиня — французская аристократка Жанна д’Альбер де Люин, которая выходит замуж за графа де Верруа и поселяется в Турине. Герцог Виктор Амадей II пытается её соблазнить; графиня долго отвергает его ухаживания, но в итоге подчиняется и становится его официальной любовницей. Благодаря этому она обретает влияние. У графини рождаются сын, получивший впоследствии титул маркиза Сузского, и дочь, ставшая женой принца Кариньянского (племянника герцога).
Позже Виктор Амадей II получает титул короля Сардинии. Его характер становится всё более деспотичным, графиня бросает его и возвращается во Францию.
Александр Дюма написал «Царицу сладострастия» в 1855 году в соавторстве с графиней Даш и опубликовал в Турине в издательстве Перрена  (о «помощнице», не называя её имя, он сообщает в предисловии). Роман вышел отдельным книжным изданием во Франции в 1863 году. Вместе с книгами «Паж герцога Савойского» и «Две королевы» он образовал трилогию, посвящённую Савойскому дому.